# Teucholabis (Teucholabis) kiangsiensis
Teucholabis (Teucholabis) kiangsiensis is een tweevleugelige uit de familie steltmuggen (Limoniidae). De soort komt voor in het Oriëntaals gebied.